# Elatostema actinotrichum
Elatostema actinotrichum är en nässelväxtart som beskrevs av Wen Tsai Wang. Elatostema actinotrichum ingår i släktet Elatostema och familjen nässelväxter. Inga underarter finns listade i Catalogue of Life.